# Adolfo Porrata
Adolfo Porrata Doria (Santurce, 10 maggio 1948) è un ex cestista portoricano.

## Carriera
Con Porto Rico ha disputato i Campionati mondiali del 1967 e i Giochi olimpici di Città del Messico 1968.